# 美人哀愁
『美人哀愁』（びじんあいしゅう）は、1931年（昭和6年）5月29日公開の日本映画である。松竹キネマ製作・配給。監督は小津安二郎。モノクロ、スタンダード、サイレント、158分。
フランスの詩人であるアンリ・ド・レニエの小説『大理石の女』を原作に、それまで喜劇調の作品が多かった小津がリアルな作品を作ろうとして手がけたメロドラマ。小津の全作品の中で最も長い2時間30分超えの作品である。初回興行は帝国館。現存するのは脚本のみで、ネガおよびプリントは失われている。

## あらすじ
親友の岡本と佐野は知人の彫刻家、吉田のアトリエを訪れる。2人は吉田が制作した、自分の娘がモデルの彫像に魅入られる。次の日、佐野は吉田に彫像を譲ってもらうよう頼み込み、根負けした吉田は彫像を譲り渡した。そのことを聞き残念がる岡本。そこに彫像のモデルとなった芳江がやってくる。彼女の美しさに惹かれた岡本は芳江と交際を始める。2人は東京のアパートに居を構えるが、岡本は就職せず佐野に金を借りる日々が続く。それを見かねた佐野は職を紹介するが岡本はそれを断り、佐野の芳江に対する気持ちに付け込んで金を要求したため佐野は金をたたきつけて帰ってしまった。父の吉田と共に東京見物をしている最中、芳江が病気のため倒れ帰らぬ人となる。悲しみに打ちひしがれる岡本だったが、思い立って佐野の家に向かい、彫像を譲ってくれるように頼むが佐野は拒否する。それに対し岡本は力ずくで奪い取ろうとするが、カッとなった佐野は彫像を叩き壊してしまう。翌朝、吉田が佐野の家を訪ねると、そこには息絶えた岡本と佐野の姿があった。吉田は壊れた彫像を持ち帰り、岡本と芳江が2人で会っていた木の根元に埋めてやった。

## スタッフ
- 監督：小津安二郎
- 原作：アンリ・ド・レニエ（英語版）『大理石の女』
- 翻案：ジェームス槇（小津安二郎）
- 脚色：池田忠雄
- 撮影：茂原英雄

## キャスト
- 岡本：岡田時彦
- 佐野：斎藤達雄
- 芳江：井上雪子
- 芳江の父：岡田宗太郎
- 美津子：吉川満子
- はる子：若水照子
- 吉田：奈良真養
- バーの女：飯塚敏子